# Kees Mijnders
Kees Mijnders (né le 28 septembre 1912 à Eindhoven aux Pays-Bas et mort le 14 novembre 1992) était un joueur de football néerlandais.

## Biographie
Durant sa carrière de club, Mijnders évolue au FC Dordrecht lorsqu'au niveau international, il participe avec l'équipe des Pays-Bas de football à la coupe du monde 1934 en Italie.